# Uvaria bancana
Uvaria bancana är en kirimojaväxtart som beskrevs av Rudolph Herman Scheffer. Uvaria bancana ingår i släktet Uvaria och familjen kirimojaväxter. Inga underarter finns listade i Catalogue of Life.